# Landesverzeichnis Immaterielles Kulturerbe Thüringen
Das Landesverzeichnis Immaterielles Kulturerbe Thüringen ist ein Verzeichnis regional bedeutsamer Kulturformen in Thüringen. Ein Eintrag auf der Landesliste ist Voraussetzung für eine Nominierung für das Bundesweite Verzeichnis.

## Einträge
| Name des Immateriellen Kulturerbes                                 | Anmerkungen | Jahr der Aufnahme | Art                   | Bild                              |
| ------------------------------------------------------------------ | --- | ----------------- | --------------------- | --------------------------------- |
| Kindergartenidee nach Friedrich Fröbel                             | - Friedrich Fröbel stiftete 1840 in Blankenburg den ersten „Allgemeinen deutschen Kindergarten“ - Trägergruppen: Fröbel-Kreis, vertreten durch die Stadt Bad Blankenburg; Pestalozzi-Fröbel-Verband e.V.; International Froebel-Society-Deutschland - aufgenommen im Bundesweiten Verzeichnis | 2022              | Kulturform            | weitere Bilder \| Fotos hochladen |
| Brehms Tierwelt                                                    | - Museum „BREHMS WELT – Tiere und Menschen“ widmet sich den Naturforschern Christian Ludwig Brehm und Alfred Brehm in deren Heimatgemeinde Renthendorf sowie der Beziehungen zwischen Menschen und Tieren in Vergangenheit und Gegenwart; dem Museum geht es besonders um die Umwelt- und Naturbildung von Kindern und Jugendlichen - Trägergruppe: Förderkreis Brehm e.V. | 2022              | Gutes Praxis-Beispiel | weitere Bilder \| Fotos hochladen |
| Der weihnachtliche Fackelbrand zu Schweina                         | - Heiligabend werden bei Schweina auf dem Antoniusberg nach Einbruch der Dunkelheit bis zu acht Meter große Reisigfackeln entzündet. Der Brauch ist urkundlich seit dem 18. Jahrhundert belegt - Trägergruppe: Arbeitsgemeinschaft „Weihnachtlicher Fackelbrand“ | 2022              | Kulturform            | Fotos hochladen                   |
| Erfurter Brunnenkresse                                             | - um 1630 begann im städtischen Dreienbrunnengebiet in Erfurt der Anbau von Brunnenkresse. Im frühen 18. Jahrhundert entstand ein System mit künstlich angelegten Wasserläufen („Klingen“). Diese Anbauform von Brunnenkresse hatte weltweite Vorbildfunktion. Zu DDR-Zeiten wurde das historische Anbausystem aufgegeben. Nach der Wiedervereinigung hat die Erfurter Familie Fischer wieder eine Klinge errichtet, in der Brunnenkresse angebaut wird - Trägergruppen: Landesverband Gartenbau Thüringen e.V.; Erfurter Brunnenkresse (Familie Fischer) | 2022              | Kulturform            | weitere Bilder \| Fotos hochladen |
| Gartenzwerge aus Gräfenroda                                        | - Mitte des 19. Jahrhunderts stellte Heinrich Dornheim in seiner Terrakottafabrik in Gräfenroda Tierfiguren aus Ton her; später siedelten sich mehrere Tonwarenmanufakturen in Gräfentonna an. Später kamen Gartenzwerge hinzu. Die Gartenzwergmanufaktur Philipp Griebel ist die einzig verbliebene Manufaktur für Gartenzwerge in Thüringen. Die „Zwergstatt Gräfenroda“ pflegt die traditionelle Herstellung der Tonfiguren und vermittelt die Geschichte des Handwerks in einem eigenen Museum. - Trägergruppe: Heimatverein Gräfenroda e.V. | 2022              | Gutes Praxis-Beispiel | weitere Bilder \| Fotos hochladen |
| Taubenmarkt in Dermbach                                            | - Der Taubenmarkt in Dermbach ist seit über 100 Jahren ein festes Ereignis in der Thüringer Rhön. Er findet am letzten Samstag zwischen Oktober und März statt. Auf dem Markt kommen Händler und Halter zusammen und unterhalten sich oft in Rhöner Mundart über ihre Erfahrungen bei der Haltung von Kleintieren. Ein besonderes Anliegen aller Beteiligten ist die Biodiversität. Sie auf den artgerechten Umgang mit den Tieren und bemühen sich um die Weitergabe des entsprechenden Wissens an nachkommende Generationen. - Trägergruppe: Geflügel- und Kaninchenzuchtverein 1906 Dermbach e.V. | 2022              | Kulturform            | Fotos hochladen                   |
| Thüringer Bratwurstkultur                                          | - mit Thüringer Bratwurst geht identitätsstiftende Kultur einher, die bis nach Franken und Nordhessen reicht. Sie lebt vom Wissen und Können der Fleischereien und privaten Metzger. Sie stellen die Wurst in handwerklicher Manier her und verwenden dafür regional sehr unterschiedliche Rezepte, darüber hinaus spielt die Zubereitung eine wichtige Rolle. - Trägergruppe: Freunde der Thüringer Bratwurst e.V. | 2022              | Kulturform            | weitere Bilder \| Fotos hochladen |
| Eisenacher Sommergewinn                                            | - jährlicher Frühlingsbrauch, der drei Wochen vor Ostern – zum Sonntag Lätare – begangen wird. Den Höhepunkt bildet ein Festumzug mit Motivwagen und Laufgruppen, die die Jahreszeiten und regionale Themen darstellen. An dessen Ende findet auf dem Marktplatz ein Streitgespräch zwischen Frau Sunna und Herrn Winter als Sinnbilder für Leben und Tod statt. Dabei unterliegt der Winter und wird symbolisch als Strohpuppe verbrannt. Der Festumzug fand das erste Mal 1897 statt und entwickelte sich zu einem identitätsstiftenden Ereignis für die gesamte Stadt. Unter Leitung der Eisenacher Sommergewinnszunft beteiligen sich Menschen aus allen Bevölkerungs- und Altersgruppen an der Gestaltung der Kostüme, dem Bau der Festwagen und dem Schmücken der Häuser entlang des Umzuges. - Trägergruppe: Sommergewinnszunft Eisenach e.V. - aufgenommen im Bundesweiten Verzeichnis                              | 2022              | Kulturform            | weitere Bilder \| Fotos hochladen |
| Heiligenstädter Palmsonntagsprozession                             | - Die Palmsonntagsprozession im katholischen Heilbad Heiligenstadt ist ein überregional bekannter religiöser Umzug, der alljährlich am Sonntag vor Ostern stattfindet. Im Mittelpunkt der Prozession stehen sechs überlebensgroße Holzstatuen, die an den Leidensweg von Jesus Christus erinnern. Zwischen den Figuren gehen Gläubige und singen Lieder über Leiden, Tod und Auferstehung Jesu. In der Woche vor Palmsonntag richten Bürgerinnen und Bürger ehrenamtlich die Figuren her. Bei dem Umzug tragen dann festlich gekleidete Männer – schwarzer Anzug mit Zylinder und weiße Handschuhe – die Bildnisse. Diese Aufgaben werden oft innerhalb der Familien weitergegeben. Das mehr als 400 Jahre alte Passionsspiel trägt so bis heute entscheidend zur Identität und zum Zusammenhalt des katholischen Milieus im Eichsfeld bei. - Trägergruppe: Heilbad Heiligenstadt - aufgenommen im Bundesweiten Verzeichnis | 2022              | Kulturform            | weitere Bilder \| Fotos hochladen |
| Lauscher Christbaumschmuck                                         | - Ursprünglich stellten die Handwerksbetriebe in dem südthüringischen Lauscha Hohlglasperlen her, Mitte des 19. Jahrhunderts begannen sie, mundgeblasene Glaskugeln für den Christbaum zu fertigen. Bis heute wird diese traditionelle Handwerkstechnik in Lauscha gepflegt. Das Wissen und Können über die Herstellung wird über Vereine, kleine Familienbetriebe und in der Berufsfachschule weitergegeben. - Trägergruppe: Lauschaer Tourismusstammtisch e.V., Lauschaer Heimat- und Geschichtsverein e.V. - aufgenommen im Bundesweiten Verzeichnis | 2022              | Kulturform            | weitere Bilder \| Fotos hochladen |
| Skat spielen                                                       | - Skat wurde Anfang des 19. Jahrhunderts in Altenburg erfunden. Der Deutsche Skatverband hat dort seinen Sitz, außerdem tagt in Altenburg das Skatgericht, das über schwierige Spielfälle entscheidet. Skat bringt Menschen aus unterschiedlichen Bevölkerungs- und Altersgruppen zusammen und trägt so zum gesellschaftlichen Austausch und Zusammenhalt bei. - Trägergruppe: Deutscher Skatverband e.V. - aufgenommen im Bundesweiten Verzeichnis | 2022              | Kulturform            | weitere Bilder \| Fotos hochladen |
| Dahlientradition im Mittleren Elstertal                            | - Bad Köstritz und das Mittlere Elstertal sind für seine Dahlienzucht bekannt. Vor mehr als 200 Jahren kam die ursprünglich aus Lateinamerika stammende Pflanze in die Region. Ansässige Gärtnereien entwickelten fortan immer wieder neue Züchtungen und trugen so maßgeblich dazu bei, dass sich die Dahlie in Deutschland und Europa etablierte. Im 20. Jahrhundert erlebte die Dahlienzucht in Bad Köstritz infolge der beiden Weltkriege einen schrittweisen Niedergang, der sich in der DDR fortsetzte. Nach der Wiedervereinigung kam es zu einer Renaissance der Dahlie in Zucht und symbolischer Pflege in der Stadt und im Mittleren Elstertal. - Trägergruppen: Köstritzer Unternehmerverein e.V., Dahlienzentrum Bad Köstritz, Gartenbau Paul Panzer, Landesverband Gartenbau Thüringen e.V. | 2024              | Kulturform            | weitere Bilder \| Fotos hochladen |
| Deutsche Brettspielkultur                                          | - Die Anfänge der Brettspielkultur liegen in den 1970er Jahren. Damals luden Volkshochschulen zu Brettspielabenden und Autorenspiele kamen auf den Markt. Bei diesen Spielen handelte es sich vor allem um taktische und strategische Spiele. Zusätzliche Popularität erhielten die Brettspiele durch die Auszeichnung „Spiel des Jahres“, die seit 1979 verliehen wird, und Spieleclubs wie „Ali Baba“. - Trägergruppen: Altenburger Spieletage, Ali Baba Spieleclub e.V. - aufgenommen im Bundesweiten Verzeichnis | 2024              | Kulturform            | weitere Bilder \| Fotos hochladen |
| Das Töpfer- und Keramikerhandwerk in Deutschland                   | - Keramikerinnen und Keramiker pflegen ihre eigenen, regional unterschiedlichen Töpfertechniken und grenzen sich so bewusst von der industriellen Massenproduktion ab. Besonderen Wert legen sie auf die Weitergabe ihrer Fertigkeiten an die nachwachsende Generation. Zum Erhalt und zur Anerkennung des Handwerks tragen aber auch Museen und Märkte, Vereine und Veranstaltungen wie das Internationale Keramiksymposium im südthüringischen Römhild bei. - Trägergruppen: Thüringer Töpferinnung, Keramikerinnung Nordrhein, Keramik in Baden-Württemberg e.V., Töpferinnung Berlin-Brandenburg - aufgenommen im Bundesweiten Verzeichnis | 2024              | Kulturform            | weitere Bilder \| Fotos hochladen |
| Bau und Spiel der Waldzither in Thüringen und im Harz              | - Die Waldzither hat in Südthüringen und im Harz eine lange Tradition, die bis ins 16. Jahrhundert reicht. Nachdem die Thüringer Waldzither und die Harzzither im 20. Jahrhundert zunehmend an Popularität verloren und nur noch wenige den Bau und das Spiel beherrschten, erleben sie seit einigen Jahren eine Renaissance. Befördert wird der Aufschwung nicht allein von (professionellen) Musikerinnen und Musikern, die beide Zitherarten auf Konzerten einbeziehen. Das Spiel der Waldzither wird auch wieder an Laien vermittelt, sei es in Workshops bei Folk-Festivals, in Musikschulen oder in Schulen und Kindergärten in Südthüringen. Dazu werden neue Lehrmaterialien entwickelt und Instrumente zur Verfügung gestellt. - Trägergruppen: Freunde und Förderer der Waldzither e.V., Harzklub-Zweigverein Braunlage - aufgenommen im Bundesweiten Verzeichnis                                                 | 2024              | Gutes Praxisbeispiel  | weitere Bilder \| Fotos hochladen |
| Flurnamenforschung in Thüringen                                    | - Flurname geben sie Aufschluss über die jeweilige Siedlungsentwicklung, vormalige Rechtssysteme und Landschafts- und Umweltveränderungen. Bei dem Projekt erforschen Wissenschaftler zusammen mit Bürgerinnen und Bürgern die Bedeutung der jeweiligen Flurnamen. Die Erkenntnisse werden in einem digitalen Portal erfasst und sind damit allen Interessierten zugänglich. Auf diese Weise wird nicht nur Wissen generiert, sondern auch die Verbundenheit mit dem eigenen Ort gestärkt. - Trägergruppen: Heimatbund Thüringen e.V., Universität Jena, Institut für Germanistische Sprachwissenschaft | 2024              | Gutes Praxisbeispiel  | Fotos hochladen                   |
| Der Sütterlin-Klub im Eichsfeld                                    | - Der Grafiker Ludwig Sütterlin entwarf 1911 die Schrift im Auftrag der preußischen Regierung. Dabei achtete er besonders darauf, dass diese für Schulkinder leicht erlernbar war. Nachdem die Nationalsozialisten 1935 Sütterlin zur „Volksschrift“ erklärt hatten, verboten sie deren Verwendung 1942 wieder und machten die Lateinschrift zur alleinigen Ausgangsschrift. Bei ihren Zusammenkünften übertragen die Mitglieder des Sütterlin-Klubs historische Texte und üben sich selbst im Sütterlin-Schreiben. Zugleich bietet der Klub Lehrgänge im Lesen und Schreiben der Sütterlinschrift an. Damit tragen die Mitglieder maßgeblich zum Erhalt dieses besonderen Kulturerbes bei. - Trägergruppen: Sütterlin - Klub EICHSFELD | 2024              | Gutes Praxisbeispiel  | Fotos hochladen                   |
| Osterpfad Vogtland                                                 | - Der Osterpfad im Vogtland umfasst elf Standorte mit Ausstellungen und geschmückten Brunnen, Verkaufsständen und Märkten zum Thema Ostern. Die Idee zu diesem Fest hatten Bürger in Berga/Elster, die 2002 eine Ausstellung zu Ostern organisierten. In den folgenden Jahren schlossen sich weitere Orte (unter anderem Fraureuth, Mohlsdorf, Waltersdorf, Wolfersdorf) an. In dessen Organisation sind mittlerweile Kindergärten und Schulen, Begegnungsstätten und soziale Einrichtungen eingebunden. Auf diese Weise trägt das Fest wesentlich zum sozialen Zusammenhalt in der Region bei. - Trägergruppen: Thükop e.V. | 2024              | Gutes Praxisbeispiel  | weitere Bilder \| Fotos hochladen |
| Büchsenmacher- und Graveurhandwerk in der Region Suhl/Zella-Mehlis | - In den Städten Suhl und Zella-Mehlis werden Sport- und Jagdwaffen hergestellt. Beim Büchsenmachen und Gravieren handelt es sich um traditionelles Handwerk, das in Südthüringen seit mehreren Jahrhunderten ausgeübt wird. Die Ausbildung findet in der deutschlandweit einzigen Berufsfachschule für Büchsenmacher und Graveure in Suhl statt. Eine wichtige Rolle bei der Pflege der Kulturform nehmen auch die Büchsenmacher in der Region ein, die die Jagd- und Sportwaffen nach wie vor in Handarbeit anfertigen. - Trägergruppen: Förderverein der Berufsfachschule für Büchsenmacher und Graveure Suhl | 2024              | Kulturform            | Fotos hochladen                   |
| Das gläserne humane Kunstauge aus Lauscha                          | - Die Idee für das gläserne Kunstauge hatte der Lauschaer Glasbläser und Puppenaugenhersteller Ludwig Müller-Uri. Er entwickelte Anfang des 19. Jahrhunderts ein Kunstauge, das aus weißem Beinglas bestand und damit für Menschen verträglicher war. Es ersetzte das bis dahin verbreitete Kunstauge aus Bleiglas, das sich oft schwarz färbte und nur von kurzer Lebensdauer war. Nachdem die Handwerkstechniken zur Herstellung eines Glasauges lange in den Familien weitergegeben wurden, findet heute die Ausbildung in entsprechenden Praxen deutschlandweit statt. - Trägergruppen: Heimat- und Geschichtsverein Lauscha e.V. | 2024              | Kulturform            | Fotos hochladen                   |